# Bullerskydd

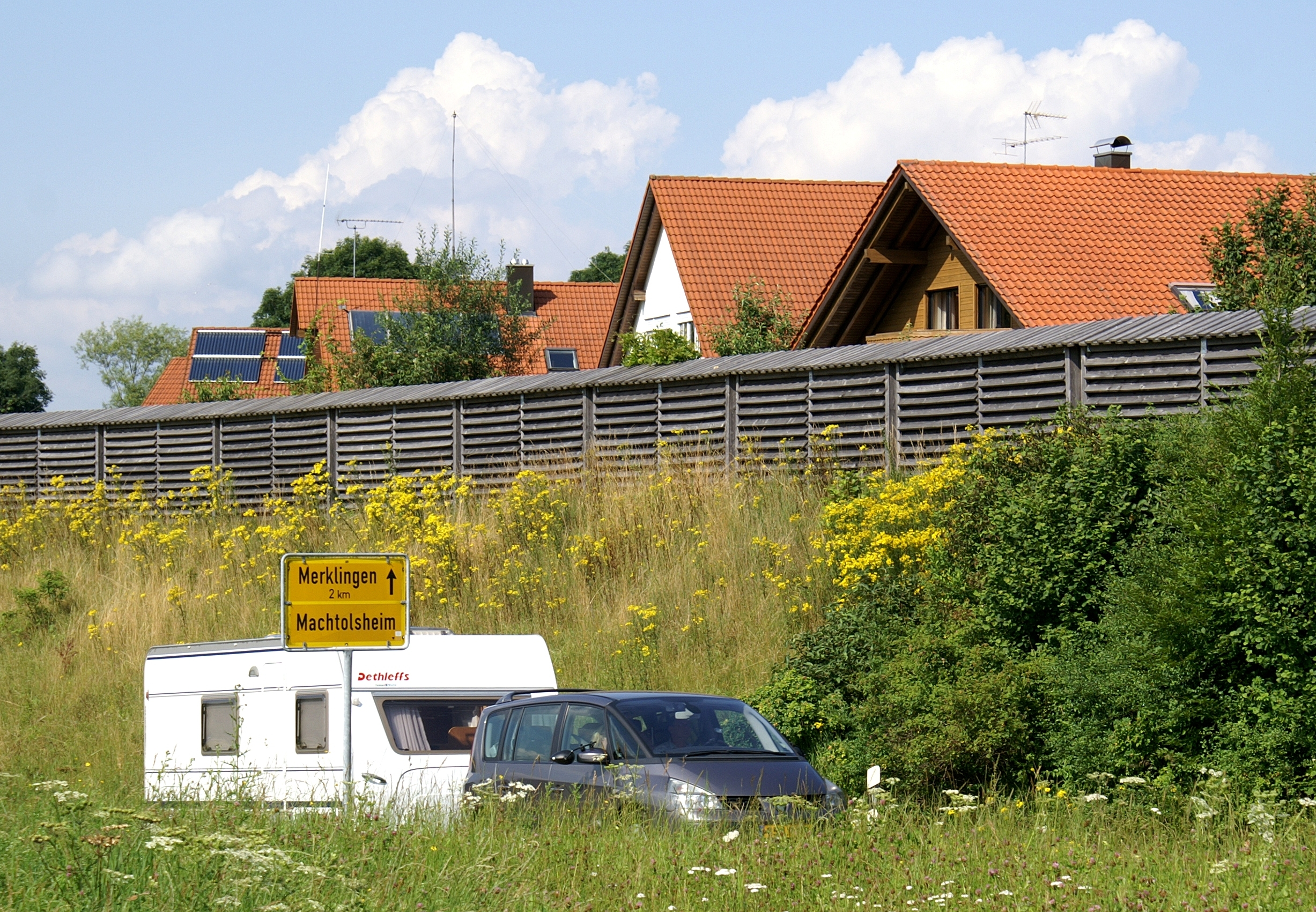
Ett bullerskydd i Tyskland

Ett bullerskydd är en anläggning avsedd att blockera buller. Bullerskydd förekommer längs transportleder med tät trafik, såsom järnvägar eller vägar. I det sistnämnda fallet rör det sig ofta om motorvägar. Bullerskydden består oftast av antingen en vall (bullervall) eller en vägg (bullerplank/bullerskärm) av något slag som kan ha väldigt olika utseende. Om bullerskydden består av en vägg kan denna bestå av olika typer av material. Det kan då handla om en mur i betong eller tegel men det kan också röra sig om en vägg gjord i trä eller stål. I vissa fall kan bullerskydden också vara en kombination av både en jordvall och en vägg. Bullerskydd är något som inte betraktas som enbart positivt bland allmänheten. Boende i ett område runt en motorväg eller en järnväg kan visserligen uppleva bullerskydden som positiva då dessa gör att det blir tystare i deras hem. Ändå ogillas ibland bullerskydd då de betraktas som fula. Även folk som åker på vägar och järnvägar som är försedda med bullerskydd ogillar ofta dessa då de tar bort utsikten och istället skapar en känsla av att åka i en "korridor" avskild från omvärlden.